# Морис Беноа
Жосеп Морис Лео Беноа (фр. Joseph Maurice Leo Benoit; Салабери де Валефелд, 26. јул 1932 − Дејтон, 10. децембар 2013) био је професионални канадски хокејаш на леду који је током каријере играо на позицијама одбрамбеног играча. 
Као члан сениорске репрезентације Канаде учествовао је на ЗОИ 1960. у Скво Валију када је селекција Канаде освојила сребрну медаљу.